# Verdammt wir leben noch
Verdammt Wir Leben Noch (Чёрт, мы всё ещё живы) — второй посмертный альбом австрийского певца Фалько, выпущенный в ноябре 1999 года, предыдущим был Out of the Dark (Into the Light). Состоит из неизданных треков певца, записанных в разные годы и пересведённых в едином современном стиле.

## Работа над альбомом
После выхода альбома Nachtflug в 1992 году, ставший вполне успешным после череды коммерческих и творческих неудач Фалько, певец намеревался выпустить не менее успешный альбом. Свой следующий альбом Фалько собирался выпустить в конце 1995 года, однако лейбл EMI каждый раз отклонял предлагаемые им треки. Сам певец так же неоднократно сомневался в успехе альбома, и каждый раз его пересводил, а срок его выпуска отодвигал. В итоге, будущий альбом под названием Egoisten был полностью осмыслен и готов к февралю 1998 года, и Фалько собирался его выпустить после своего дня рождения 19 февраля. Однако, 6 февраля в Доминиканской республике певец погибает в автокатастрофе. Спустя три недели после его гибели альбом будет выпущен, но уже под названием Out of the Dark (Into the Light), который оказался коммерчески успешен в немецкоязычных странах.
Многие оставшиеся треки, которые были записаны во время работы над альбомом Out of the Dark (Into the Light), было решено включить в следующий посмертный альбом Фалько. Большая часть треков была записана в сотрудничестве с Томасом Рабичем, другом и соратником Фалько, который и стал продюсером альбома.
Песни «Qué Pasa Hombre?» и «Poison» были записаны Фалько ещё в 1988 году в сотрудничестве с Гюнтером Менде и Кэнди Деруж. С ними австрийский певец работал над демоальбомом Aya, впоследствии отклонённом лейблом «Teldec».
Также для данного альбома свои треки предоставили братья Болланды, авторы многих хитов Фалько, в том числе «Rock Me Amadeus». Однако треки «Fascinating Man» и «We Live For The Night» были переделаны из песни «Genie Und Partisan» из альбома братьев The Bolland Project (1992 год), а трек «From The North To The South» является переработкой трека «Metamorphic Rocks» из того же альбома.
Самой поздней студийной записью Фалько является песня «Krise», которая была записана в конце 1997 года и представляла собой экспериментальный трек.
|          | Максимальная позиция | Всего недель |
| -------- | -------------------- | ------------ |
| Австрия  | 3                    | 5            |
| Германия | 35                   | 4            |

|                         |                           | Максимальная позиция | Всего недель |
| ----------------------- | ------------------------- | -------------------- | ------------ |
| Австрия                 | Verdammt wir leben noch   | 26                   | 4            |
| Австрия и другие страны | Die Königin von Eschnapur | -                    | -            |
| Австрия и другие страны | Europa                    | -                    | -            |

## Трек-лист
1. Verdammt Wir Leben Noch (Falco, Томас Ланг, Томас Рабич) — 5:14
2. Die Königin Von Eschnapur (Falco, Томас Ланг, Томас Рабич) — 4:29
3. Qué Pasa Hombre? (Falco, Гюнтер Менде, Кэнди Деруж) — 4:14
4. Europa (Falco, Томас Ланг, Томас Рабич) — 5:07
5. Fascinating Man (Falco, Роб Болланд, Ферди Болланд) — 4:00
6. Poison (Falco, Гюнтер Менде, Кэнди Деруж) — 4:22
7. Ecce Machina (Томас Ланг) — 5:31
8. We Live For The Night (Falco, Роб Болланд, Ферди Болланд) — 3:52
9. Krise (Falco, Томас Ланг, Томас Рабич) — 3:54
10. From The North To The South (Falco, Роб Болланд, Ферди Болланд) — 3:11
11. Der Kommissar (Club 69 remix) (Falco, Роберт Понгер) — 3:41
12. Verdammt Wir Leben Noch (remix) — 4:26